# Seminario della Canonica
Il Seminario della Canonica era un antico monastero situato a Milano di fronte alla chiesa di San Bartolomeo, appena fuori la Porta Nuova medievale, nei pressi dell’attuale piazza Cavour.

## Storia
Le origini risalirebbero alla presenza sull'area di un'antica chiesa dove nell'XI secolo il diacono Arialdo istituiva l'uso di recitare i passi delle sacre scritture alle ore canoniche, fatto da cui deriverebbero il nome della regola e dell’edificio realizzato in quel luogo in epoca posteriore.
Tra l’XII secolo e la metà del secolo XVI il luogo appartenne agli Umiliati che vi insediarono una prepositura. Dopo la soppressione dell'ordine nel 1571 voluta da San Carlo Borromeo il complesso fu adibito a seminario, dipendente da quello arcivescovile, per i chierici poveri, destinati al sacerdozio minore. Dal 1578 il complesso venne così riformato sotto la direzione di Pellegrino Tibaldi, poi di Pietro Antonio Barca e di Carlo Buzzi.
La chiesa di Santa Maria della Canonica fu ricostruita a partire dal 1649 su progetto di Francesco Maria Richini. I disegni sono conservati nella raccolta costituita da Carlo Bianconi. Tra il 1661 e il 1670 Gerolamo Quadrio attese alla realizzazione dei due cortili del seminario della Canonica, impostati su due ordini di arcate rette da colonne binate. Il cantiere si interruppe dopo il 1678 quando il primo cortile era terminato e del secondo era stata edificata una sola ala. L'edificio attraversò poi una lunga serie di rimaneggiamenti e di cambi di destinazione d’uso. Nel 1786 vi si trasferirono per un breve periodo i seminaristi del Collegio Elvetico, poi vi furono allocati alcuni uffici di Governo della Repubblica Cisalpina tra cui il Ministero della Guerra e la Corte dei Conti. Di questo periodo è il progetto di Pietro Pestagalli (1812) in forme neoclassiche della facciata e del cortiletto di accesso verso l'allora piazza della Canonica (poi piazza cavour). La chiesa di Santa Maria della Canonica venne demolita nel 1798.
Il Seminario della Canonica fu riformato da Giacomo Moraglia tra il 1845 e il 1856; ospitò la Direzione Generale delle Costruzioni e dopo il 1859 il Collegio Reale delle Fanciulle, infine la Scuola Politecnica (poi Politecnico) dal 1866 al 1927. Il complesso fu acquistato dal Comune che lo adibì per poco tempo a sede di uffici comunali. Nel 1939 il seminario della Canonica fu demolito e sull’area fu edificato il Palazzo del Popolo d’Italia, progettato da Giovanni Muzio, noto come Palazzo dei Giornali.

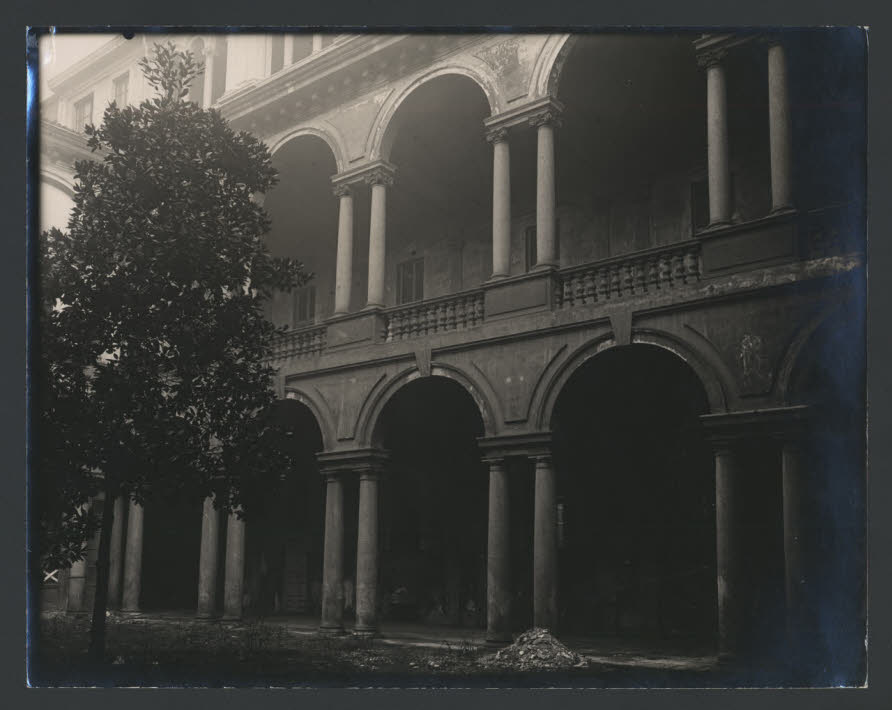
Cortile del Seminario della Canonica a Milano nel 1927

## Descrizione
Il Seminario della Canonica si sviluppava attorno a due grandi cortili inpostati entrambi su un doppio ordine di logge ad archi su colonne binate, dorico al piano terreno e ionico al piano superiore, coperte da volte a crociera. La critica architettonica li ritiene ispirati al cortile di Brera per la definizione degli ordini sebbene la soluzione risulti priva della monumentalità del modello. La realizzazione testimonia comunque il successo e la diffusione del loggiato ad arco su colonne binate ancora nel tardo XVII secolo. La chiesa di Santa Maria della Canonica era un edificio di culto a pianta centrale impostato all’esterno su una pianta quadrata e all’interno su pianta ottagonale.